# Vladimir Varićak

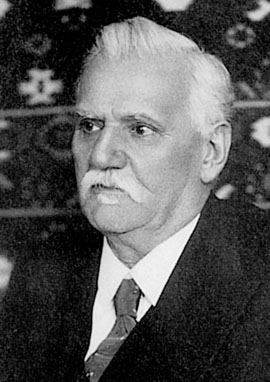
Vladimir Varićak (vor 1942)

Vladimir Varićak (auch Varičak; * 1. März 1865 in Švica; † 17. Januar 1942) war ein jugoslawischer Mathematiker und Physiker, der vor allem für seine Beiträge zur nichteuklidischen Geometrie und der Speziellen Relativitätstheorie bekannt wurde.

## Leben
Nach dem Schulbesuch studierte er 1883–1887 Mathematik und Physik an der Universität Zagreb. 1889 schrieb er seine Dissertation und 1895 legte er seine Habilitationsschrift für die Stelle als Privatdozent vor. 1899 wurde er Professor der Mathematik an der Universität Zagreb. Diese Stelle hatte er bis zu seinem Ruhestand 1936 inne, wobei er auch die letzten 6 Jahre seines Lebens bis 1942 noch zeitlich eingeschränkt Vorlesungen gab. Er war Mitglied zahlreicher wissenschaftlicher Institutionen. Varičak untersuchte daneben auch das Leben und Werk von Rugjer Josip Bošković.

## Geometrie und Relativität
Varičaks Hauptaugenmerk galt der nichteuklidischen Geometrie, wobei er 1910 als einer der ersten erkannte, dass unter Benutzung der Hyperbolischen Geometrie sich viele Möglichkeiten eröffnen, mit welchen verschiedene Aussagen der speziellen Relativitätstheorie in eine besonders elegante und übersichtliche Form dargelegt werden konnten. Jedoch wurde sein Formalismus vorerst kaum zur Kenntnis genommen, sodass Hermann Minkowskis vierdimensionale Raumzeit (vor allem in der Gestalt in die sie durch Arnold Sommerfeld 1910 gebracht wurde) weiterhin bestimmend blieb. Obwohl Varičaks Formalismus sich also nicht durchsetzen konnte, war zumindest der Grundgedanke einer nichteuklidischen Formulierung der Relativitätstheorie sehr fruchtbar. Jedoch erst durch die Allgemeine Relativitätstheorie von Einstein wurde die Verallgemeinerung des Relativitätsprinzips mit Hilfe einer nichteuklidischen Geometrie vollzogen.
Zu einer kurzen Auseinandersetzung mit Albert Einstein (mit dem er korrespondierte) kam es, als Varićak im Zusammenhang mit dem ehrenfestschen Paradoxon fälschlicherweise vermutete, dass die Längenkontraktion nur ein „scheinbares“, „psychologisches“ Phänomen sei.
Siehe auch: Geschichte der speziellen Relativitätstheorie

## Veröffentlichungen
- Varičak, V.: Beiträge zur nichteuklidischen Geometrie. In: Jahresbericht der Deutschen Mathematiker-Vereinigung. Band 17, 1908, S. 70–83 (digizeitschriften.de).
- Varićak, V. (1908) "Zur nichteuklidischen analytischen Geometrie", Proceedings of the International Congress of Mathematicians, Bd. II, SS. 213–26.

Relativitätstheorie
- Varićak, V.: Anwendung der Lobatschefskijschen Geometrie in der Relativtheorie. In: Physikalische Zeitschrift. 11. Jahrgang, 1910, S. 93–6.
- Varićak, V.: Die Relativtheorie und die Lobatschefskijsche Geometrie. In: Physikalische Zeitschrift. 11. Jahrgang, 1910, S. 287–293.
- Varićak, V.: Die Reflexion des Lichtes an bewegten Spiegeln. In: Physikalische Zeitschrift. 11. Jahrgang, 1910, S. 586–587.
- Varićak, V.: Die Interpretation der Relativtheorie in der Lobatschevkijschen Geometrie (Serbian). In: Proc. Serb. Acad. 93. Jahrgang, 1911, S. 211–255.
- Varićak, V.: Zum Ehrenfestschen Paradoxon. In: Physikalische Zeitschrift. 12. Jahrgang, 1911, S. 169.
- Varićak, V.: Über die nichteuklidische Interpretation der Relativtheorie. In: Jahresbericht der Deutschen Mathematiker-Vereinigung. 21. Jahrgang, 1912, S. 103–127.
- Varićak, V.: Bemerkungen zur Relativtheorie. In: Bull. Acad. Zagreb. Nr. 2, 1914, S. 46–64.
- Varićak, V.: Beitrag zur nichteuklidischen Interpretation der Relativtheorie. In: Bull. Acad. Zagreb. Nr. 3, 1915, S. 46–49.
- Varićak, V.: Über die Transformation des elektromagnetischen Feldes in der Relativtheorie. In: Bull. Acad. Zagreb. Nr. 3, 1915, S. 101–106.
- Varićak, V.: Eine Bemerkung zum Dopplerschen Effekt. In: Bull. Acad. Zagreb. Nr. 4, 1915, S. 87–88.
- Varićak, V.: Darstellung der Relativitätstheorie im drei-dimensionalen Lobatschefskijschen Raume. Narodni Novini, Zagreb 1924.
- Varićak, V.: Relativity theory and the Universe. In: Nature. Nr. 137, 1936, S. 707.